# Fédération autrichienne des échecs
La Fédération autrichienne des échecs, en allemand Österreichischer Schachbund (ÖSB), a pour but de favoriser, de contrôler et de diriger la pratique du jeu d'échecs sur le territoire autrichien. Affiliée à la Fédération internationale des échecs, l'ÖSB organise chaque année des compétitions dans plusieurs catégories.

## Historique
La Fédération autrichienne des échecs a été fondée en 1920. Dissoute à la suite de l'Anschluss, lorsque l'Allemagne et l'Autriche fusionnent, elle est refondée après la Seconde Guerre mondiale, en 1946.

## Organisation
Basée à Graz, la fédération compte 15 000 licenciés en moyenne. 

## Différents présidents de la Fédération
Kurt Jungwirth est président de la Fédération depuis 1971.

## Compétitions organisées
L'ÖSB organise notamment le championnat d'Autriche d'échecs.

## Publications
- Schach Aktiv, magazine créé en 1979 par Wienern Alfred Einöder et Lothar Karrer[1], est passé dans le giron de la fédération autrichienne depuis 1981.